# Michael Marx
Michael Marx, född den 7 februari 1960 i Hamburg, Tyskland, är en västtysk tävlingscyklist som tog OS-brons i lagförföljelsen vid olympiska sommarspelen 1984 i Los Angeles.